# نوكيا X1-01
نوكيا X1-01 (بالإنجليزية: Nokia X1-01)‏ هو هاتف محمول من نوكيا، تم طرحه في الأسواق في 2011.

## الخصائص
- الوزن: 92 غ (3.2 أونصة)
- الذاكرة: 2 ميجابايت